# 碎頭野牛跳崖
碎顱崖野牛獵宰場（英語：Head-Smashed-In Buffalo Jump）位於加拿大亞伯達省麥克隆軍堡（Fort Macleod）西北18公里處，坐落於洛磯山脈山麓，是聯合國教育科學文化組織所挑選的世界遺產之一，该处建有一個以北美原住民文化為主題的博物館。

## 歷史
這懸崖伸延約300米，最高點離崖底約10米，是一個原住民為狩獵野牛專用的野牛跳崖。黑腳族人狩獵時會由跳崖以西3公里的豪豬群山（Porcupine Hills）上的牧草地把野牛趕往由數百個石標標示的「奔跑追逐小徑」（Drive Lanes），最後趕它們全速躍下近10米高的懸崖。這些野牛的屍體便在附近的營地進行處理。這跳崖已經使用超過5,500年，崖底的野牛骸骨有10米之深。
在黑腳語中，該地的名字叫Estipah-skikikini-kots。根據傳說，一名年輕的黑腳族人想從崖底觀看野牛躍下懸崖，但卻被墜下的野牛活埋。後來其他族人在野牛的屍體堆下面發現了他的屍體，並發現他的頭骨碎裂（got his head smashed in），故以此命名。
自原住民與歐洲人在19世紀開始接觸後該跳崖便不再被使用。歐洲人在1880年代首次紀錄這個地方，1938年由美國自然歷史博物館首次進行挖掘。在1968年它被列入加拿大國家歷史古跡，1979年成為亞伯特省省級歷史古跡，而在1981年則與金字塔、巨石陣和科隆群島等躋身世界遺產之列。

### 世界遺產
這公園以其對原住民的史前生活與習俗提供了珍貴的實證，故此在1981年被列為世界遺產之一。

## 解說中心
碎顱崖現時建有一個花費一千萬加元的解說中心，以不破壞跳崖外觀的形式建於古砂岩崖當中。解說中心一共有五層，它根據現有的考古發現分別展示黑腳族人的生態、神話、生活方式與技術，並提供原住民和歐洲考古學的觀點加以解釋。
解說中心另外也可以安排圓錐形帳篷露營和提供介紹北美原住民各方面的生活的小作坊，如製作鹿皮軟鞋與鼓等。每一年碎頭野牛跳崖都會主持一些特別節目和原住民慶典，這些慶典皆以生動、活力以及真實見稱而聞名，當中包括一個在聖誕節舉行，叫做「Heritage Through My Hands」的慶典，聚集不同地方的原住民藝術家與工匠，展覽不同的珠寶、服飾、藝術品與工藝品。

## 参看
- 加拿大省級公園列表
- 美洲世界遺產